# ナトリウム・空気電池
ナトリウム・空気電池（ナトリウム・くうきでんち）または金属ナトリウム－空気電池は、金属ナトリウムを負極活物質とし、空気中の酸素を正極活物質とする電池。

## 概要
ナトリウム・空気電池は一種の燃料電池で金属ナトリウムを負極側に補給すれば発電する。燃料であるナトリウムは常温では固体であるので充電時には負極を交換する必要がある。

## 原理
ナトリウム空気電池は {\displaystyle {\ce {4Na\ + O2 -> 2Na2O}}} の反応を起こして放電する。計算上、開放電圧は2.3Vである。酸素を含む電池全体に貯蔵できる単位重量あたりのエネルギーは理論上1677 Wh/kgでリチウムイオン二次電池(1000Wh/kgに満たない)を超える。ただし酸素は空気中から得られるのでボンベ等に貯蔵する必要がないため通常の大気圏内であれば金属-空気電池では電極と電解液に貯蔵できる単位重量当たりのエネルギーが重要でナトリウム空気電池の場合、電極と電解液に貯蔵できる単位重量当たりのエネルギーは2260 Wh/kgとなる。

## 将来性
近年、様々な用途で使用されるリチウムイオン電池で使用されるリチウムは資源が偏在されているうえに、可採埋蔵量も限られている。過去には相場が高騰した。
既に様々な用途に普及しているリチウムイオン電池よりも充電を考慮しないのであればナトリウム空気電池の方が高容量なのでナトリウム・空気電池がリチウムイオン電池を代替する事が期待される。

## 課題
二次電池化する場合、まだ充電技術が開発途上にある。ナトリウムを補給する場合、ナトリウムの融点は97.72℃で比較的低いので空気と遮断した状態で液体の状態で補給することも考えられる。反応性の高いナトリウムを負極に使用するため、従来の水溶液系電解質は使用できない。非水系電解質を使用するが、非水系電解質は湿度が高いと劣化するため、湿度の低い環境で作動する必要があり、実用化への障害になっていた。近年ではセパレータを挟んで負極側に非水系電解質を使用して空気極側に水溶液系電解質を使用する方式が開発された。